# Hypoglykemie
Een hypoglykemie of hypoglycemie (kort hypo) houdt in dat de bloedglucosespiegel te laag is. Alle organen van het lichaam hebben glucose nodig om te kunnen functioneren, en voor de hersenen is een constante toevoer van glucose zelfs van levensbelang. Een bloedglucosewaarde onder 3,8 millimol per liter (mmol/l) wordt gewoonlijk beschouwd als een hypoglykemie.

## Hypoglykemie bij diabetespatiënten
Diabetespatiënten gebruiken medicijnen of insuline om ervoor te zorgen dat de bloedglucosespiegel niet te hoog wordt. Als de dosering van de medicijnen of insuline te hoog is, als de diabetespatiënt te weinig eet of door een andere verstoring van het evenwicht, zoals bij ziekte, kan een hypo optreden. Ook forse inspanningen kunnen bij een diabetespatiënt een 'hypo' veroorzaken.
Een hypoglykemie leidt tot allerlei onplezierige en soms schadelijke effecten. Veel symptomen van hypoglykemie worden veroorzaakt door hormonen die het lichaam aanmaakt om de bloedglucosespiegel te laten stijgen, voornamelijk adrenaline en cortisol. Een snelle en krachtige hartslag, trillen, transpireren en een slap gevoel zijn tekenen dat het lichaam probeert de bloedglucosespiegel te verhogen. Soms kunnen de genoemde hormonen niet voorkomen dat de bloedglucosespiegel verder daalt. Uiteindelijk kan de bloedglucosespiegel dan zo laag worden dat de hersenen niet goed meer functioneren. Dan kan men verward en/of geïrriteerd reageren en zelfs bewusteloos raken.
Dergelijke symptomen kunnen sterk lijken op die van dronkenschap, maar moeten daarmee dus zeker niet worden verward. Op het moment van een ernstige hypoglykemie kan men vaak niet meer zelf eten of drinken om glucose in te nemen. Dan blijven er feitelijk nog twee mogelijkheden over: ofwel er wordt een glucose-oplossing direct in de bloedbaan (intraveneus) geïnjecteerd (hetgeen alleen door gekwalificeerd medisch personeel kan en mag gebeuren) of er kan glucagon worden toegediend. Dit hormoon wordt normaal gesproken ook door het lichaam aangemaakt, maar bij diabetespatiënten is de glucagonrespons vaak verstoord of afwezig.
Glucagon is in een speciale uitvoering verkrijgbaar, die door een geïnstrueerde en geoefende leek kan worden geïnjecteerd. Vaak zal bijvoorbeeld de partner van een diabetespatiënt worden getraind om in noodgevallen deze injectie te geven. De glucagon wordt in de grote bilspier geïnjecteerd en zorgt ervoor dat de in de lever opgeslagen glucosevoorraad, die het lichaam bewaart voor noodgevallen, ineens of grotendeels wordt vrijgegeven. Binnen ca. 15-20 minuten zal de eerste verbetering zichtbaar moeten zijn, en na ca. 30 minuten behoort de patiënt weer goed aanspreekbaar te zijn. Ook in dit geval blijft het zinvol, zo niet noodzakelijk, om een arts te raadplegen.
Er wordt op dit moment in Nederland gewerkt aan een kunstmatige alvleesklier voor diabetespatiënten, deze heeft zowel een insuline- als een glucagonpomp. Een sensor meet onderhuids de bloedglucosewaarde en een algoritme berekent hoeveel insuline of glucagon het lichaam nodig heeft voor het verkrijgen van normale bloedsuikerwaarden. Hiermee kan de kunstmatige alvleesklier ten opzichte van gewone insulinepompen ook een hypo voorkomen en komt de werking van de kunstmatige alvleesklier meer in lijn met het menselijk lichaam. Het menselijk lichaam gebruikt ook beide hormonen om de bloedsuikerspiegel in het bloed te regelen.

## Hypoglykemie bij niet-diabetespatiënten
Hypoglykemie bij niet-diabetespatiënten is een weinig voorkomend verschijnsel. Het kan een uiting zijn van een interne ziekte, zoals:
- insulinoom, een insulineproducerende tumor in de alvleesklier;
- bijnierschorsinsufficiëntie, een tekort aan hormonen die door de bijnierschors worden gemaakt, zoals door de ziekte van Addison;
- sepsis;
- grote kwaadaardige gezwellen (kanker);
- aangeboren stofwisselingsziekten;
- dumpingsyndroom na chirurgische ingrepen in het maag-darmstelsel.

Hypoglykemie wordt soms ook gezien bij gebruik van bepaalde (genees-)middelen, zoals:
- salicylaten, zoals aspirine;
- haloperidol;
- kinine;
- alcohol.

Pasgeborenen kunnen een hypoglykemie ontwikkelen indien de moeder diabetes had tijdens de zwangerschap. Het lichaam van het kind is dan ingesteld op een grote hoeveelheid glucose via de moeder. Deze glucose wordt na de geboorte van het kind plots niet meer aangevoerd, waardoor er relatief te veel insuline is en hypoglykemie kan ontstaan.
Ook na lang vasten, zoals bij anorexia nervosa kan een hypoglykemie optreden.

## Hypoglykemie en bloedglucosemeters
Bloedglucosemeters waarmee diabetespatiënten zelf thuis hun bloedsuikerspiegel kunnen meten, zijn specifiek gemaakt om hoge glucosewaarden precies te kunnen meten. De betrouwbaarheid van deze meters bij (te) lage bloedsuikerwaarden is laag.

## Hypoglykemie na maaltijden
Sommige mensen ervaren klachten zoals zwakte, trillen, hartkloppingen of zweten na maaltijden. Dit fenomeen wordt reactieve hypoglykemie genoemd (andere benamingen zijn onder andere: functioneel hyperinsulinisme, essentiële hypoglykemie, functionele hypoglykemie, dysinsulinisme, hypoglykemische vermoeidheid, insulinogene hypoglykemie, relatieve hypoglykemie). De klachten worden veroorzaakt doordat het lichaam met een te hoge insuline-afgifte reageert op de inname van (voornamelijk snelle) koolhydraten. Hierdoor daalt bij deze patiënten na het eten van een koolhydraatrijke maaltijd de bloedglucosespiegel te snel en dat leidt tot de klachten.
In de jaren 60 werd verondersteld dat reactieve hypoglykemie veelvuldig voorkwam en ook nu nog zijn er alternatieve artsen die de diagnose van reactieve hypoglykemie veelvuldig stellen. Reactieve hypoglykemie lijkt weinig voor te komen, en kan vastgesteld worden door een internist op basis van de klachten in combinatie met een orale glucosetolerantietest. Er is discussie in de medische wereld over deze aandoening en niet elke arts is overtuigd van het bestaan van deze ziekte.